# Кананадзе, Александр Георгиевич
Александр Георгиевич Кананадзе (5 ноября 1916, Кропоткин, Краснодарский край — 25 октября 1999, Москва) — советский морской офицер, участник Второй мировой войны, Герой Советского Союза, капитан 1 ранга.

## Биография
Родился 5 ноября 1916 года на хуторе Романовский Российской империи (ныне город Кропоткин в Краснодарском крае) в семье рабочего. Грузин.
После окончания в 1937 году техникума путей сообщения работал помощником диспетчера в управлении Закавказской железной дороги.
В Рабоче-крестьянском Красном Флоте с 1937 года. В 1941 году окончил Черноморское высшее военно-морское училище.

### Великая Отечественная война
Участник Великой Отечественной войны с июня 1941. Служил в 1-й бригаде торпедных катеров Краснознамённого Черноморского флота под командованием капитана 1-го ранга А. М. Филиппова, где в годы войны служили семь Героев Советского Союза. Помощником, командиром торпедного катера, командиром звена и с 1944 по ноябрь 1946 командиром отряда 3-го дивизиона торпедных катеров. Участвовал в обороне Крыма, в Новороссийско-Таманской и Керченско-Эльтигенской десантных операциях, Крымской наступательной и Ясско-Кишенёвской операциях. В ночь на 28 апреля 1944 года в районе Севастополя потопил транспорт противника водоизмещением 5.000 тонн.
За мужество и героизм, проявленные в боях, старшему лейтенанту Кананадзе Александру Георгиевичу 16 мая 1944 года присвоено звание Героя Советского Союза с вручением ордена Ленина и медали «Золотая Звезда» (№ 3797).

### Послевоенное время
После войны продолжал службу в ВМФ. Окончил Высшие специальные офицерские классы Военно-Морского Флота, в 1955 году — командный факультет Военно-морской академии. Служил на Тихоокеанском флоте, командовал соединением торпедных и ракетных катеров, учебным отрядом. В 1970—1971 годах советник в Египте. С 1973 года капитан 1-го ранга А. Г. Кананадзе — в запасе.
Жил в городе-герое Москве. Умер 25 октября 1999 года. Похоронен в Москве в закрытом колумбарии Ваганьковского кладбища (секция 42а).
Награждён орденами Ленина, Красного Знамени, Отечественной войны 1-й и 2-й степеней, 4 орденами Красной Звезды, медалями, наградами Болгарской Народной республики и республики Египет.

## Награды

### СССР
- Медаль «Золотая Звезда» Героя Советского Союза с вручением ордена Ленина (14.05.1944)
- Орден Красного Знамени
- Орден Отечественной войны 1-й степени
- Орден Отечественной войны 2-й степени (19.10.1943)
- Орден Красной Звезды (четырежды: 31.07.1943, 01.10.1943, 26.02.1953, 27.06.1972)
- Медаль «За боевые заслуги» (06.11.1947)
- Медаль «За оборону Кавказа» (01.05.1944)
- Медаль «За победу над Германией в Великой Отечественной войне 1941—1945 гг.» (26.08.1945)

### Болгария
- Медаль «Отечественная война 1944—1945 гг.»